# Phalanta marquesana
Phalanta marquesana är en fjärilsart som beskrevs av Riley 1935. Phalanta marquesana ingår i släktet Phalanta och familjen praktfjärilar. Inga underarter finns listade i Catalogue of Life.